# Gongga Shan
| Tibetische Bezeichnung                                 |
| ------------------------------------------------------ |
| Tibetische Schrift: མི་ཉག་གངས་དཀར་རི་བོ།                  |
| Wylie-Transliteration: mi nyak gangs dkar ri bo        |
| Offizielle Transkription der VRCh: Minyag Ganggar Riwo |
| THDL-Transkription: Minyak Gangkar Riwo                |
| Andere Schreibweisen: Minya Konka, Minya Gongkar       |
| Chinesische Bezeichnung                                |
| Traditionell: 貢嘎山                                   |
| Vereinfacht: 贡嘎山                                    |
| Pinyin:Gònggā Shān                                     |

Gònggā Shān (auch Minya Konka, Khams-tibetisch Mi'nyâg Gong'ga Riwo) ist ein Berg in der Daxue-Shan-Kette zwischen der kreisfreien Stadt Kangding und den Kreisen Luding und Shimian im westlichen Zentralteil der Provinz Sichuan der Volksrepublik China. Er ist der östlichste Siebentausender der Welt.

## Höhenmessung

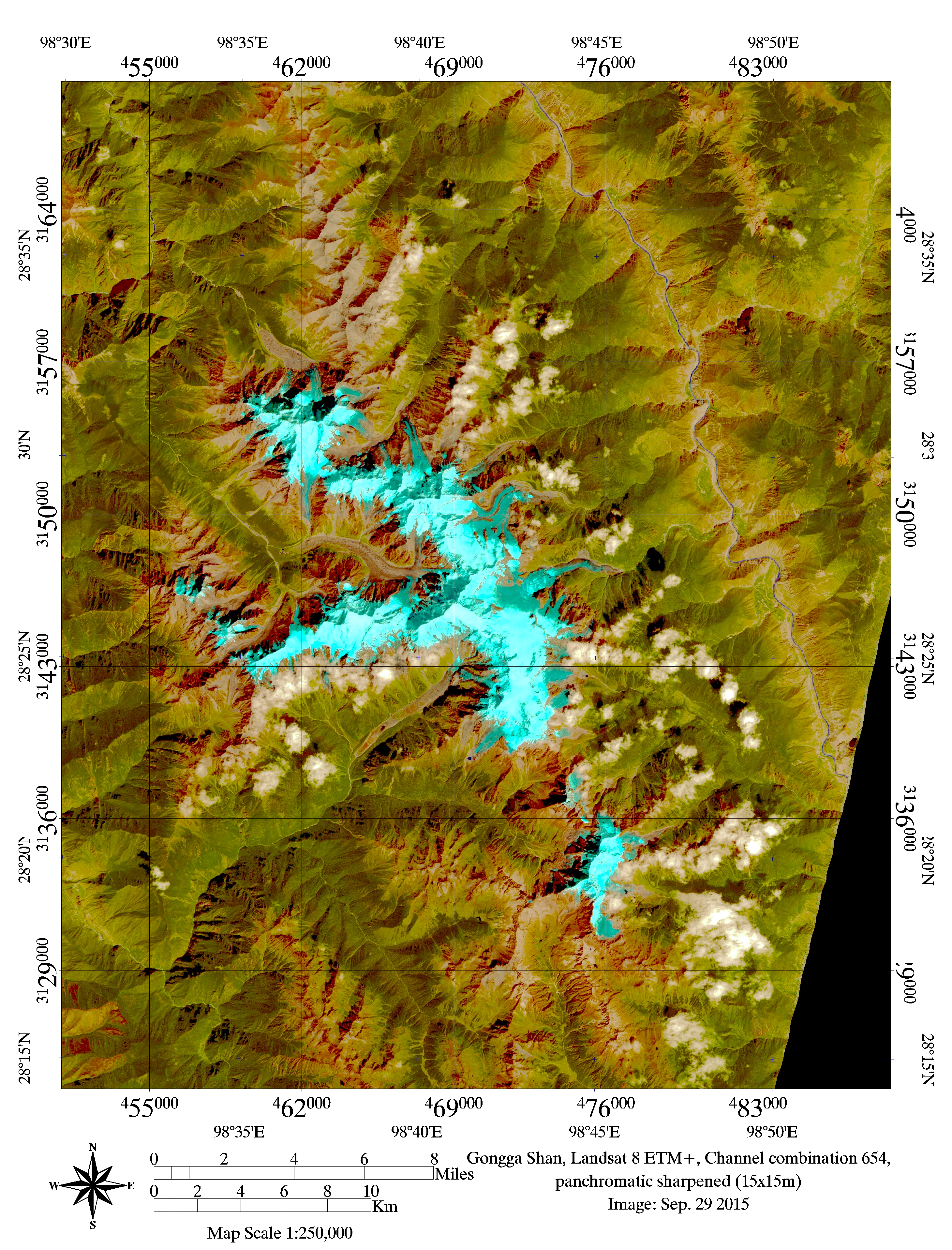
Das vergletscherte Massiv des Gongga Shan. Landsat 8 ETM+ Aufnahme vom 29. Sept. 2015

1930 gab der Forscher Joseph Francis Rock nach einer ersten Messung die Höhe des Berges mit 9220 Metern an und telegraphierte der National Geographic Society den Berg als höchsten der Welt. Die Gesellschaft war jedoch skeptisch und reduzierte nach einer Überprüfung die Höhe auf 7803 Meter. 
Der Schweizer Kartograph Eduard Imhof und der Schweizer Geologe Arnold Heim korrigierten nach einer Expedition 1930 die Höhe auf 7590 Meter. Er blieb aber der dritthöchste Berg auf der Erde außerhalb der Himalaya- und Karakorum-Ketten nach dem Tirich Mir und dem Kongur Shan. 1932 bestätigte ein US-amerikanisches Forscherteam die Angabe. Ihm gelang auch die Erstbesteigung des Berges.